# Notiphila asiatica
Notiphila asiatica är en tvåvingeart som beskrevs av Nina Krivosheina 1998. Notiphila asiatica ingår i släktet Notiphila och familjen vattenflugor. Inga underarter finns listade i Catalogue of Life.